# ويلزي جبلي غرير الوجه

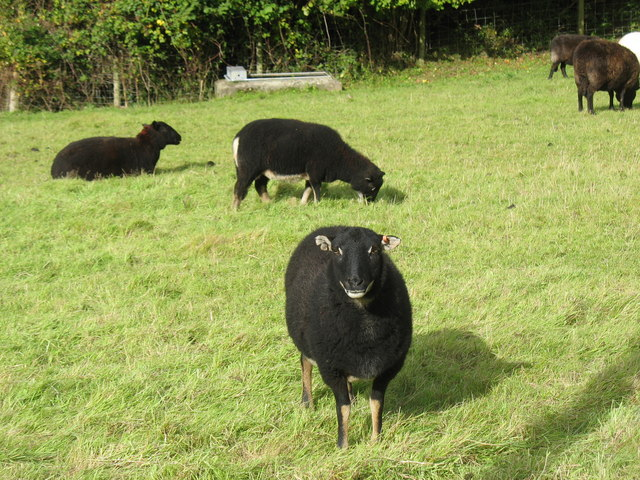
قطيع من طوروين ويلزي جبلي غرير الوجه

الويلزي الجبلي غرير الوجه (بالإنجليزية: Badger Face Welsh Mountain)‏ هي سلالة غنم مميزة من الويلزي الجبلي. تتحمل المرتفعات ومشهورة بنسبتها العالية في اٍنجاب التوائم الثنائية والثلاثية في ظروف التربية الجيدة.
تظهر السلالة في مجموعتين:
- طوردو : لها صوف أبيض ووجه و بطن سوداوين.
- طوروين : تتميز بجسم أسود مع بطن وشريط حول العينين أبيض.[4]

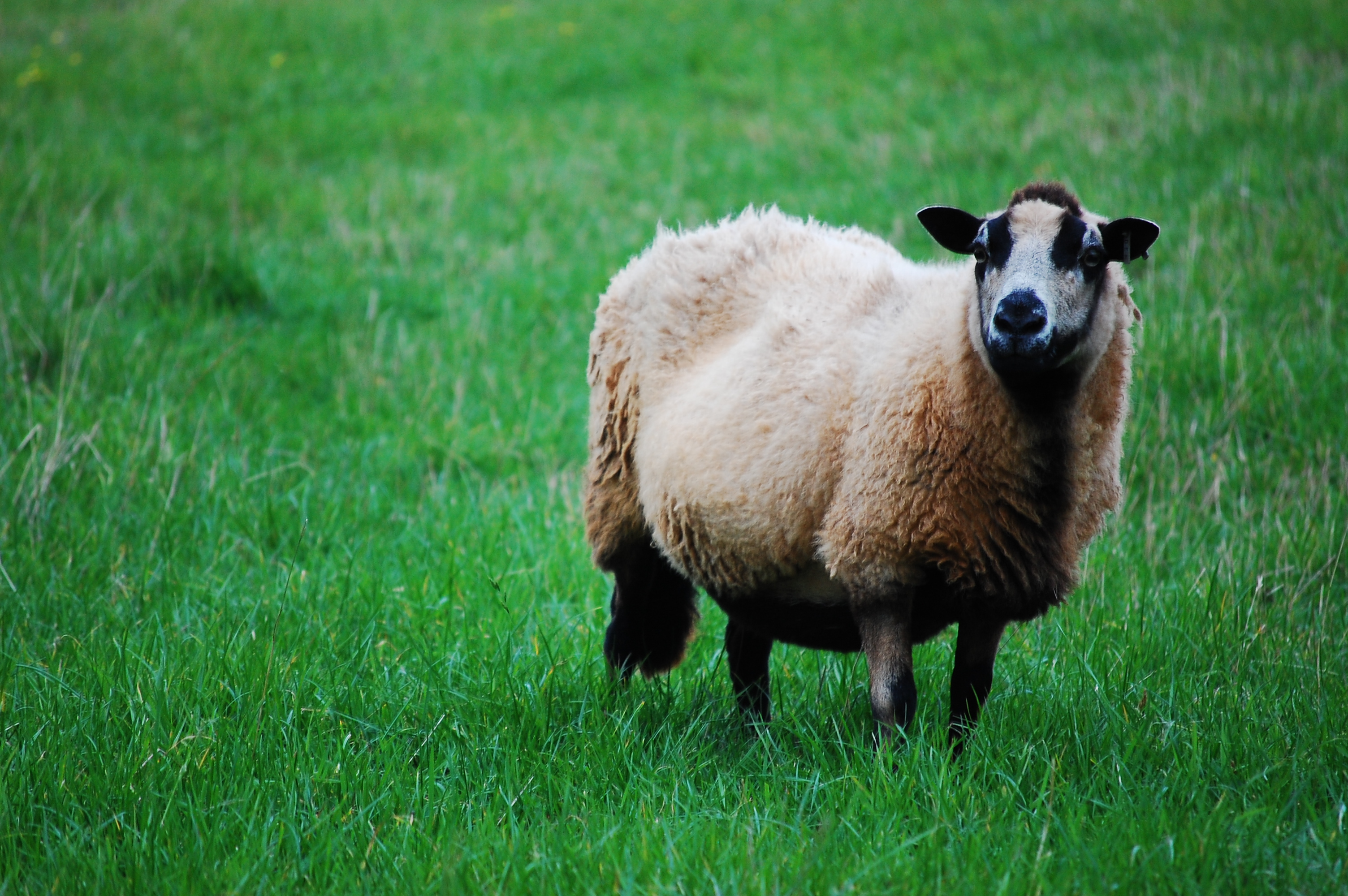
طوردو ويلزي جبلي غرير الوجه

الطوردو هي المجموعة الأكبر بين الاٍثنين وفي كلى المجموعتين النعاج غير مقرنة و الكباش مقرنة. بالرغم من أن هذه السلالة تنتج الصوف اٍلا أنها تربى أساسا من أجل لحومها.

## الخصائص
هذه السلالة قادرة على الرعي في التلال الوعرة التضاريس. عند البالغين يبلغ وزن الكبش 55 كغ والنعجة 45 كغ.

## وصلات خارجية
- جمعية الويلزي الجبلي غرير الوجه بالاٍنجليزية